# 科纳拉克号支援舰
科纳拉克号支援舰（波斯語：
）是伊朗一艘支援舰。該支援舰长47
（154英尺）
，容量为40吨，在荷兰建造，自1988年起开始在伊朗海军服役。2018年，伊朗方面對該支援舰進行維修，改造後的科纳拉克号具有导弹发射的能力。  

## 历史
2020年5月10日，科纳拉克号在伊朗南部贾斯克港海域军事演习过程中被伊朗贾马兰号护卫舰上的导弹错误击中，導致伊朗19名海军人员遇难，另有15人受伤。 